# Eupithecia rusicadaria
Eupithecia rusicadaria är en fjärilsart som beskrevs av Karl Dietze 1910. Eupithecia rusicadaria ingår i släktet Eupithecia och familjen mätare. Inga underarter finns listade i Catalogue of Life.